# 75 mm FRC Mle 1927
Il canon anti-aérien de 75 mm FRC Mle 1927 era un cannone antiaereo sviluppato e prodotto Fonderie Royale de Canons di Herstal per l'Armée belge. Realizzato in 60 pezzi, venne assegnato al 1er Régiment de DTCA (Défense Terrestre Contre Aéronefs, ovvero difesa contraerea terrestre) ed al 2e Régiment de DTCA. I pezzi catturati dalla Wehrmacht dopo l'invasione tedesca del Belgio vennero immessi in servizio con la denominazione 7,5 cm FlaK (b).

## Tecnica
La canna era in acciaio, con freno di bocca filettato ed otturatore semiautomatico a movimento verticale. Il freno di sparo idraulico ed il recuperatore pneumatico erano posizionati inferiormente. L'affusto,  protetto da un grosso scudo, era imperniato su un pianale su quattro ruote, con piattaforme laterali per la stabilizzazione e la manovra da parte dei serventi. Sospensioni e pneumatici erano ottimizzati per il traino meccanico. La direzione del tiro era assicurata da una centrale di tiro, che forniva le coordinate angolari e calcolava il ritardo delle spolette].